# Dadźal
Dadźal (urdu: داجل‬) – miasto w Pakistanie, w prowincji Pendżab. W 2017 roku liczyło 22 244 mieszkańców.